# Andrew Ramsay

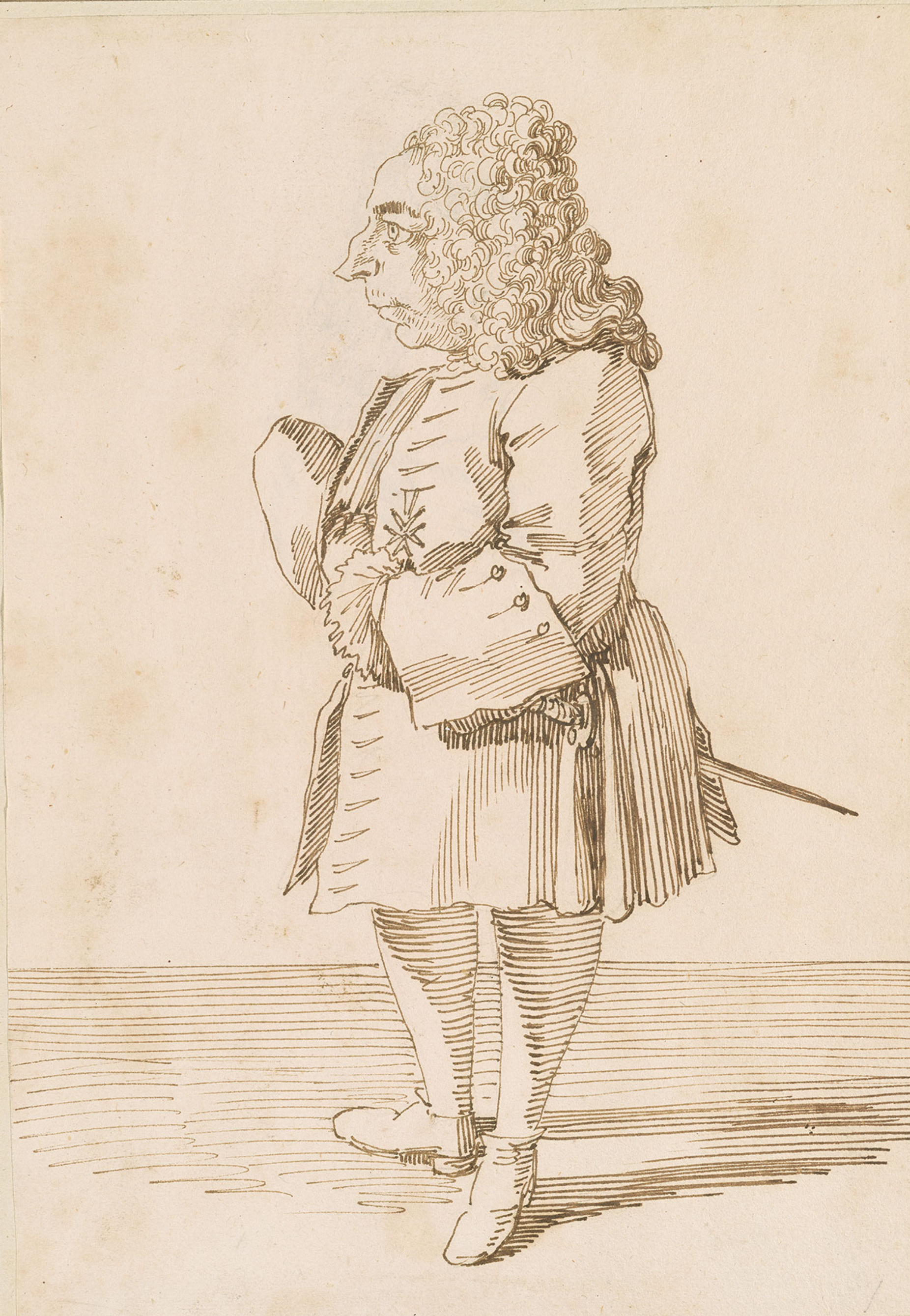
Karikatuur van Andrew Ramsay door Pier Leone Ghezzi, 1624

Andrew Michael Ramsay of André Michel de  Ramsay, ook genaamd le chevalier de Ramsay (Ayr, Schotland, 9 januari 1686 -  Saint-Germain-en-Laye, 6 mei 1743), was een Franse publicist van Schotse oorsprong.

## Levensloop
Ramsay was volgens Schotse biografen de zoon van een bakker en volgens Franse biografen de zoon van een edelman. Zijn vader was presbyteriaan, zijn moeder behoorde tot de anglicaanse 'episcopalians'. Ramsay volgde het geloof van zijn moeder. 
Op zoek naar het ware geloof en aangemoedigd door een kennis uit de middens die het quiëtisme genegen waren, trok hij naar het vasteland en kwam terecht bij Pierre Poiret. Hij werd door hem niet overtuigd en trok naar Kamerijk waar hij kennis maakte met aartsbisschop Fénelon. Het was als een openbaring voor de drieëntwintigjarige, die zich bijna onmiddellijk tot het katholicisme bekeerde. Hij werd de secretaris van Fénelon en toen die overleed, trok hij naar Blois waar hij in dienst trad van Madame Guyon, de welsprekende apostel van het quiëtisme. Een paar jaar later overleed ook zij en hij kreeg enkele tijd onderdak bij haar dochter, de hertogin van Sully (1673-1736).

## Huisleraar
Ramsay was toen een tijdlang werkzaam als huisleraar. Eerst voor korte tijd bij de Britse Stuart-troonpredentent James III en vervolgens bij Godfried Maurits de la Tour d'Auvergne, hertog van Château-Thierry, prins van Turenne en hertog van Bouillon.
Hij verbond zich onderdanig als hoveling aan de eerste ministers en kardinalen Dubois en Fleury, die ervoor zorgden dat hij een decoratie kreeg als ridder in de Orde van de Heilige Lazarus. Van toen af noemde hij zichzelf 'ridder de Ramsay'. Hij kreeg van hen ook een jaarlijks pensioen van 20.000 pond, wat hem het leven makkelijker maakte. Dit volstond echter niet om aan zijn behoeften te voldoen. 
Ook al was hij katholiek en aanhanger van de Stuarts, trok hij in 1728 naar Londen waar hij op een grote carrière hoopte. Hij werd lid van de Gentlemen's Society en van de Royal Society of Sciences, hij werd doctor honoris causa van de universiteit van Oxford en lid van de Horn Tavern Lodge, een van de bekende vrijmetselaarsloges. Dit betekende veel eer, maar geen enkel perspectief werd hem geboden voor het verkrijgen van een goed betaalde baan. In 1730 verhuisde hij dan maar weer naar Frankrijk en werd er opnieuw huisleraar. 
Toen hij vijftig werd, trouwde hij met een mademoiselle de Nairne. Het gezin bleef kinderloos en zeven jaar later overleed Ramsay. De oud-grootmeester van de loges in Frankrijk, Charles Radclyffe, graaf Derwentwater, stond aan zijn sterfbed.

## Le Discours de Ramsay
In 1736, het jaar dat hij trouwde, had Ramsay al een heel leven van onrust achter zich. Hij was nog altijd op zoek naar een vooraanstaande rol. Hij was lid geworden van de loge van graaf Derwentwater en stilaan kreeg hij de ambitie en inspiratie om een soort profeet van de vrijmetselarij te worden.
In 1737 sprak hij in de loge Saint-Thomas in Parijs een redevoering uit, waarin hij voorstellen deed om de vrijmetselarij een volledig nieuwe richting te doen inslaan. Enerzijds suggereerde hij dat ze de universele godsdienst kon worden, waar alle monotheïstische godsdiensten zich konden in terugvinden. Maar vooral gaf hij de aanzet om de wat bescheiden organisatie van de vrijmetselarij met de drie graden van leerling - gezel en meester, uit te breiden tot wat hij de 'Schotse' vrijmetselarij noemde. Was de oorspronkelijke metselarij er vooral voor de vriendschap en het beoefenen van de liefdadigheid, dan was zijn hoge-gradenvrijmetselarij er vooral op gericht individuele voldoening te verschaffen aan de leden door ze te doen opklimmen op een ladder van indrukwekkende eretitels.

## Publicaties
Ramsay was een veelschrijver. Naast gedichten en filosofische werken in de trant van Fénelon en Madame Guyon, schreef hij historische traktaten
- Histoire de la vie et des ouvrages de Fénelon, Den Haag, 1723.
- Histoire de Turenne, Paris, 1735.
- Voyages de Cyrus, 1727.
- Discours sur le poème épique, en tête de l'édition de Télémaque de 1717.
- Principes philosophiques de la religion naturelle et révélée, 1749 (postuum).